# Star Keys
Les Star Keys sont un groupe de cinq îlots rocheux appartenant aux îles Chatham, en Nouvelle-Zélande dans l'océan Pacifique Sud. Les îlots sont nommés Motuhope en Moriori et Māori. Son sol est principalement composé de roche pyroclastique de composition basaltique datant de l'ère Pliocène.